# The Last Time (canción de The Rolling Stones)
«The Last Time» —en español: «La última vez»— es una canción de la banda inglesa de rock The Rolling Stones. Fue el tercer sencillo del grupo escrito por Mick Jagger y Keith Richards.

## Historia
La canción fue grabada en los estudios RCA ubicados en Hollywood, California, el 11 y el 12 de enero de 1965. Contaron también con la asistencia del productor Phil Spector, con su enfoque del "Muro de sonido" audible en la versión final del tema.
El estribillo de la canción es muy similar a «This May Be the Last Time», una canción de The Staple Singers de 1955. En 2003, Richards reconoció esto, diciendo: "«The Last Time» es básicamente una re-adaptación de una canción góspel tradicional que cantaban The Staple Singers, pero afortunadamente la canción misma vuelve a Las nieblas del tiempo". La canción de los Stones tiene una melodía principal y un gancho (un riff de guitarra distintivo) ausentes en la versión de Staple Singers.
«The Last Time» fue el tercer sencillo británico de la banda que alcanzó el puesto # 1 en el UK Singles Chart, estando 3 semanas en la cima. Alcanzó el número 2 en el Irish Singles Chart en marzo de 1965. En los Estados Unidos alcanzó el puesto número 9 del Billboard Hot 100.
Aún hoy, se conservan presentaciones en vivo de 1965 de la banda: en el popular programa de televisión de la BBC-TV Top of the Pops, el concierto en New Musical Express y programas de televisión estadounidenses incluyendo The Ed Sullivan Show, Shindig! y The Hollywood Palace. 
Una presentación en vivo completa se destaca en la reedición de 2012 del documental Charlie Is My Darling. La grabación confirma que los acordes rítmicos y el solo de guitarra fueron interpretados por Keith Richards, mientras que el distintivo gancho de la canción fue interpretado por Brian Jones, lo que sugiere que pudo haber compuesto ese riff.

## En directo
«The Last Time» es una canción popular del repertorio de la banda, que han tocado regularmente en los conciertos de 1965, 1966 y 1967. Quedó fuera de sus presentaciones hasta 1997-98, cuando volvieron a tocarla en el Bridges to Babylon Tour. Más tarde apareció en algunas de las listas de la banda durante la gira 50 & Counting en 2012-13.

## Personal
Acreditados:
- Mick Jagger: voz, percusión
- Brian Jones: guitarra eléctrica
- Keith Richards: guitarra eléctrica, coros
- Bill Wyman: bajo, coros
- Charlie Watts: batería

## Posicionamiento en las listas
| Lista (1965)                          | Mejor posición |
| ------------------------------------- | -------------- |
| Alemania (Offizielle Deutsche Charts) | 1              |
| Austria (Ö3 Austria Top 40)           | 7              |
| Bélgica (Flandes) (Ultratop 50)       | 4              |
| Canadá (Canadian Hot 100)             | 9              |
| Estados Unidos (Billboard Hot 100)    | 9              |
| Irlanda (IRMA)                        | 2              |
| Noruega (VG-lista)                    | 1              |
| Países Bajos (Mega Single Top 100)    | 1              |
| Reino Unido (UK Singles Chart)        | 1              |

## Versiones de otros artistas
En 1967, después del encarcelamiento por tenencia de drogas de Mick Jagger y Keith Richards, The Who grabó su propia versión de «The Last Time» y «Under My Thumb» y los lanzaron como sencillos. La intención era ayudar a Jagger y Richards a pagar la fianza, pero para el momento que el sencillo estaba disponible, ya habían sido liberados. Las canciones fueron grabadas rápidamente y el disco apareció en las tiendas una semana después. Como John Entwistle estaba ausente en su luna de miel él, autorizó a los Who a registrar la canción sin su participación, dejando el bajo a cargo de Pete Townshend. El sencillo solo fue lanzado en el Reino Unido y alcanzó el puesto # 44 en el UK Singles Chart.
El grupo de rock progresivo, Genesis grabó un cover de la canción en un ensayo de 1973.
El año 1999, el exmanager de The Rolling Stones Andrew Loog Oldham demandó al grupo británico The Verve por usar una muestra de «The Last Time» hecha por The Andrew Oldham Orchestra en la canción «Bitter Sweet Symphony». Si bien The Verve había elaborado un acuerdo para utilizar la muestra, Oldham argumentó que la banda usaba más de la cantidad que habían acordado anteriormente. Ya en 1997 Allen Klein había demandado a The Verve en nombre de ABKCO Records, que era el titular de los derechos de todo el material de los Stones de la década de los 60, dicho reclamo se hizo argumentando lo mismo que Oldham. Antes que la demanda llegara a los tribunales, The Verve lo solucionó fuera de estos. La banda renunció a los créditos y se los entregó a Jagger y Richards, siendo que estos no escribieron ni un solo verso.
En una entrevista, Richard Ashcroft, vocalista y compositor de The Verve dijo: "ésta es la mejor canción que Jagger y Richards han escrito en los últimos 20 años" (hablando de «Bitter Sweet Symphony»).
En mayo de 2019, Ashcroft anunció que los Rolling Stones decidieron devolver voluntariamente los créditos de autoría de la canción, comentando: "A partir del mes pasado, Mick Jagger y Keith Richards cedieron todos sus derechos sobre Bitter Sweet Symphony, lo cual fue algo verdaderamente amable y magnánimo por su parte" y agregó "Nunca he tenido un conflicto personal con los Stones. Ellos siempre han sido la más grande banda de rock and roll del mundo".